# Pterophorus probatus
Pterophorus probatus is een vlinder uit de familie vedermotten (Pterophoridae). De wetenschappelijke naam van de soort is voor het eerst geldig gepubliceerd in 1938 door Edward Meyrick.